# Janez Lenarčič

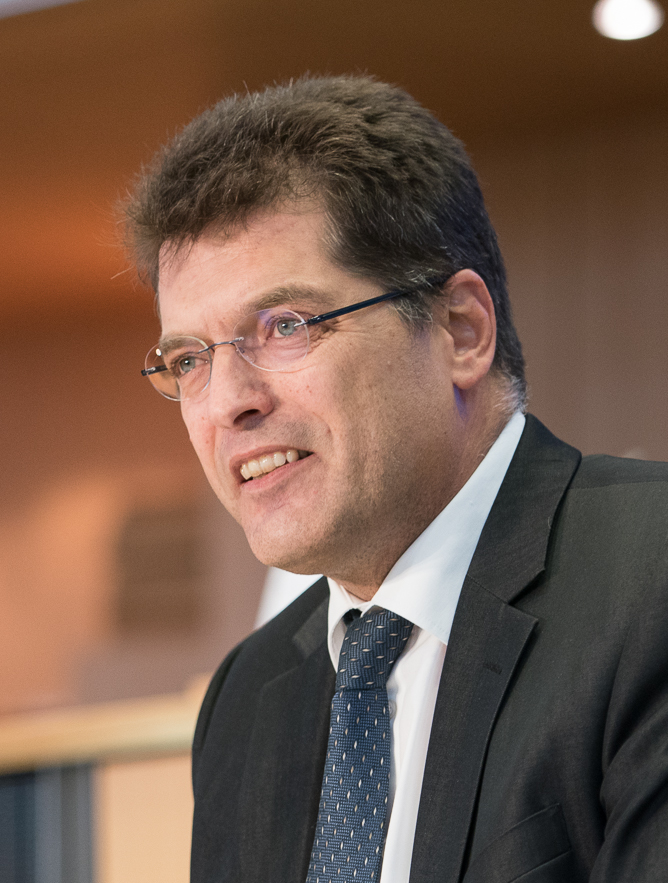
Janez Lenarčič (2019)

Janez Lenarčič (Ljubljana, 6 november 1967) is een Sloveens diplomaat en niet partijgebonden politicus. Sinds 1 december 2019 is hij Eurocommissaris voor crisisbeheer in de commissie-Von der Leyen.

## Loopbaan
Lenarčič studeerde rechten aan de Universiteit van Ljubljana. Hij had een diplomatieke loopbaan en was verbonden aan de Sloveense missie bij de Verenigde Naties (1994-1999). Hierna was hij adviseur voor het Sloveense kabinet. Van 2002 tot 2003 was hij staatssecretaris in het kabinet van de premier. Tussen 2003 en 2006 was Lenarčič de Sloveense ambassadeur bij de Organisatie voor Veiligheid en Samenwerking in Europa (OVSE) en leidde in 2005 de OVSE-raad tijdens het Sloveense voorzitterschap. Lenarčič was tussen 2006 en 2008 staatssecretaris voor Europese zaken en vertegenwoordigde Slovenië bij de onderhandelingen over het verdrag van Lissabon in 2007 en tijdens het Sloveense EU-voorzitterschap in 2008 bij het Europees Parlement. Van 2008 tot 2014 was hij directeur van het Bureau voor Democratische Instellingen en Mensenrechten (ODIR) van de OVSE. Hij was tussen 2014 en 2016 opnieuw staatssecretaris in het kabinet van de premier belast met Europese zaken. In 2016 werd Lenarčič de Sloveense permanente vertegenwoordiger bij het Europees Parlement. Per 1 december 2019 is hij Eurocommissaris belast met crisisbeheer in de commissie-Von der Leyen.